# Broek Zuid
Broek Zuid (Fries: Broek Súd) is een geplande luxe woonwijk aan de westkant van Joure, in de gemeente De Friese Meren, in de Nederlandse provincie Friesland. De wijk is gepland aan beide zijde van Omkromte aan de zuidoostkant van het dorp Broek, bij het gedeelte dat bekend staat als Broek-Zuid.
Sinds de jaren negentig van de twintigste eeuw wordt gesproken over de bouw van de wijk. Maar door protest en bezwaren werd de bouw ervan meerdere keren uitgesteld. De geplande wijk werd dan ook gezien als een financieel blok aan het been voor de gemeente De Friese Meren.
De wijk moet de eerste in Joure worden die toegankelijk is vanaf open vaarwater. Eerdere waterrijke wijken als Skipsleat en Wyldehoarne zijn niet bereikbaar voor schepen.

## Geschiedenis

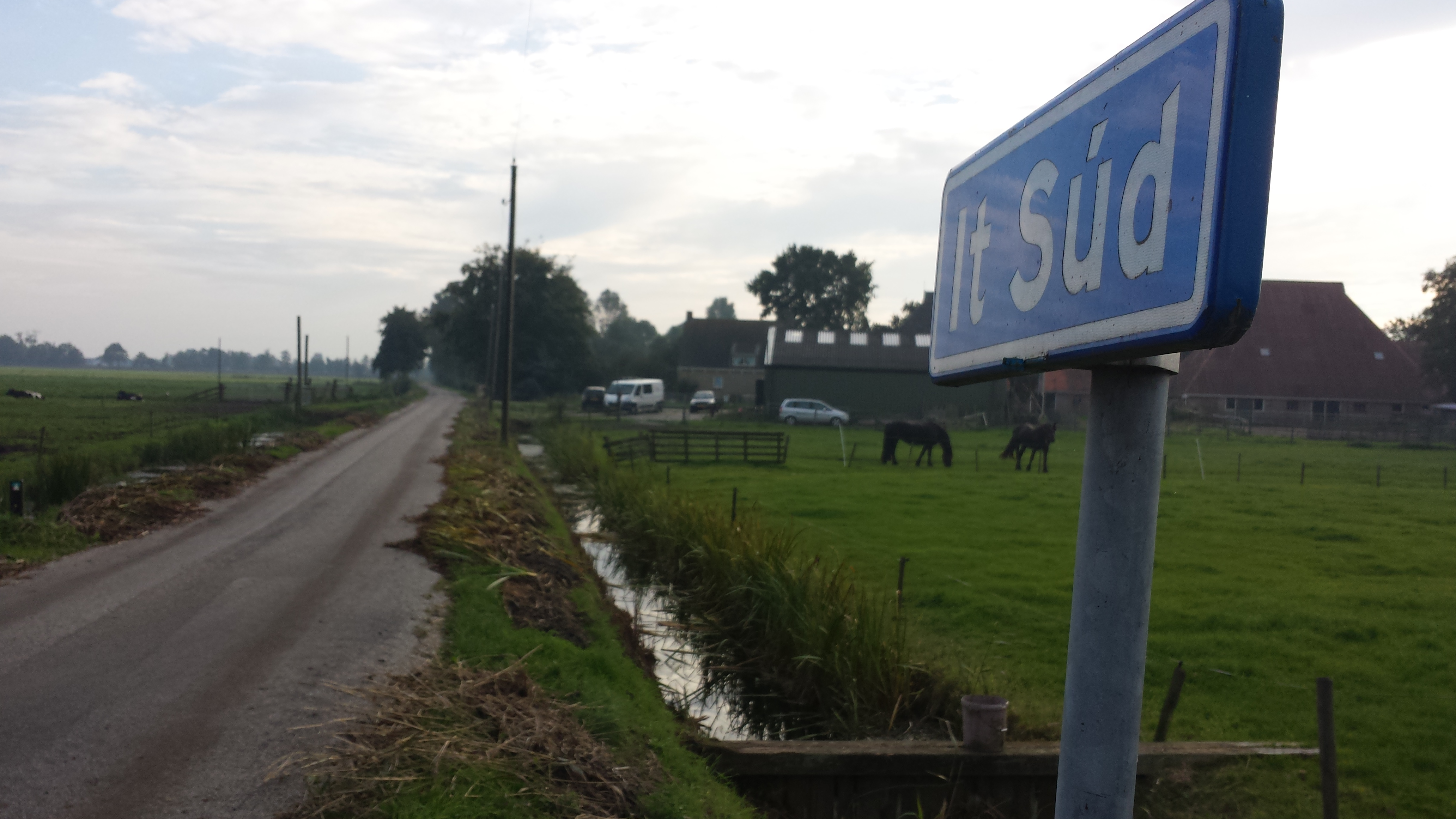
Broek-Zuid anno 2015

Het dorp Broek was eeuwenlang enkel via water met elkaar verbonden. Het deel ten noorden van de Zijlroede maakte een ontwikkeling door en vormde een dorpskern. Het zuidelijke deel is tot op de dag van vandaag puur agrarisch gebied.
Hoewel Broek-Zuid vrijwel tegen Joure aan ligt, bestaan bouwplannen pas sinds de jaren negentig van de twintigste eeuw. Tot 1984 lag het gebied namelijk net over de gemeentegrens in Doniawerstal. Na een gemeentelijke herindeling waarbij Haskerland en Doniawerstal samengevoegd werden tot Skarsterlân, kon Joure kijken naar bebouwing van de weilanden bij Broek-Zuid.
In 1994 geeft de gemeente Skarsterlân in een toekomstvisie aan een woonwijk te willen bouwen tussen Joure en Broek-Zuid. In de wijk zouden 800 huizen moeten komen en de bouw zou van start moeten gaan tussen 1997 en 2000. In latere toekomstvisies, wordt die datum circa tien jaar vooruitgeschoven. Ook neemt het aantal te bouwen huizen af.
In de jaren 2000 liggen er plannen voor een wijk met 500 woningen. In 2009 wordt door tegenzittende marktomstandigheden gekozen voor het bouwen van honderd huizen. Later zijn er plannen voor de aanleg van een vakantiepark met 250 woningen, maar dat gaat niet door. Inmiddels gaat de gemeente De Friese Meren uit van een plan met negentig luxe huizen.
Vanaf 2019 worden de eerste kavels verkocht, nadat deze eerst bouwrijp zijn gemaakt (naar verwachting, in 2018, moet dat halfweg 2019 zijn). Er wordt in twee fases gebouwd, de eerste fase bestaat uit 45 woningen en de tweede fase met 41 woningen. In 2026 zouden de 86 kavels moeten zijn verkocht. Elk kavel is op zijn minst duizend vierkante meter.

### Financiën
De toenmalige gemeente Skarsterlân koopt bij de eerste visie voor het gebied in 1994 grond, om te voorkopen dat speculanten ermee vandoor gaan. Pas in 2013 wordt besloten door te gaan met de bouwplannen voor de wijk. In de jaren voorafgaand aan de bouw, heeft de gemeente vele hectares grond gekocht. Die zorgen ervoor dat de gemeente dagelijks 1000 euro aan rente kwijt is. Alleen de bouw van de wijk zou grote financiële dilemma's voorkomen. Om Broek Zuid snel van te grond te krijgen, krijgt de wijk voorrang op andere bouwprojecten in de gemeente.
Blaauwhof · Broek Zuid · Jonkersland · Oud-Joure · Schepenkwartier · Skipsleat · Westermeer · Wyldehoarne · Zuiderveld